# Karl von Frisch
Karl von Frisch, född 20 november 1886 i Wien, död 12 juni 1982 i München, var en österrikisk etolog som delade 1973 års nobelpris i fysiologi eller medicin tillsammans med Niko Tinbergen och Konrad Lorenz.
von Frischs bidrag till den framväxande etologin var hans uppmärksammade studier av hur honungsbin kommunicerar. I sammandrag kan man säga att von Frisch fann att ett honungsbi som hittat nektar, pollen eller liknande näring kommunicerar detta till andra bin i kupan genom en dans som anger riktning, storlek och kvalitet på näringskällan, samt, genom doftprov, vilken typ av näring det är frågan om.
Frisch invaldes 1952 som utländsk ledamot nummer 877 av Kungliga Vetenskapsakademien.

## Eftermäle
Asteroiden 13977 Frisch är uppkallad efter honom.